# Razdólnoie (Krasnodar)
Razdólnoie - Раздольное (rus) - és un poble del krai de Krasnodar, a Rússia. Es troba a les terres baixes de Kuban-Priazov. És a 18 km al nord de Kusxóvskaia i a 193 km al nord-est de Krasnodar. Pertanyen a aquest poble els khútors de Poltavski, Vódnaia Balka, Goslessopitómnik, Zeliónaia Rosxa, Obiezdnaia Balka i Semiónovka; i els pobles d'Alekséievskoie, Aleksàndrovka i Ivano-Sliussarióvskoie.